# プラバース
プラバース（Prabhas、1979年10月23日 - ）は、インドの俳優。主にテルグ語映画で活動している。 2002年に『Eeswar』で主演として映画デビューし、2013年に出演した『MIRCHI/ミルチ』でナンディ賞 主演男優賞を受賞した。2014年のヒンディー語映画『Action Jackson』では劇中曲のダンスに特別参加。
2015年に『バーフバリ 伝説誕生』で主演を務め、映画はインド映画歴代4位の興行成績を記録した 。2017年には引き続き『バーフバリ 王の凱旋』に出演し、同作は100億ルピー以上の興行成績を記録した。南インドの俳優として初めてマダム・タッソー館に蝋人形が設置された。

## 生い立ち
タミル・ナードゥ州チェンナイの出身。父は映画プロデューサーのウッパラパーティ・スーリヤ・ナーラーヤナ・ラージュで、兄と姉がいる。伯父は俳優のクリシュナム・ラージュ。プラバースはハイデラバードのシュリ・チャイタニヤ・カレッジでエンジニアの学位を取得している。
プラバースは内気な性格だったため家族には俳優になる意思がないことを伝えており、当初はホテル業界でビジネスを始めようと考えていた。しかし、バープが監督を務めた叔父の出演映画を観たことで心境が徐々に変化していき、俳優になることを考えるようになった。

## キャリア

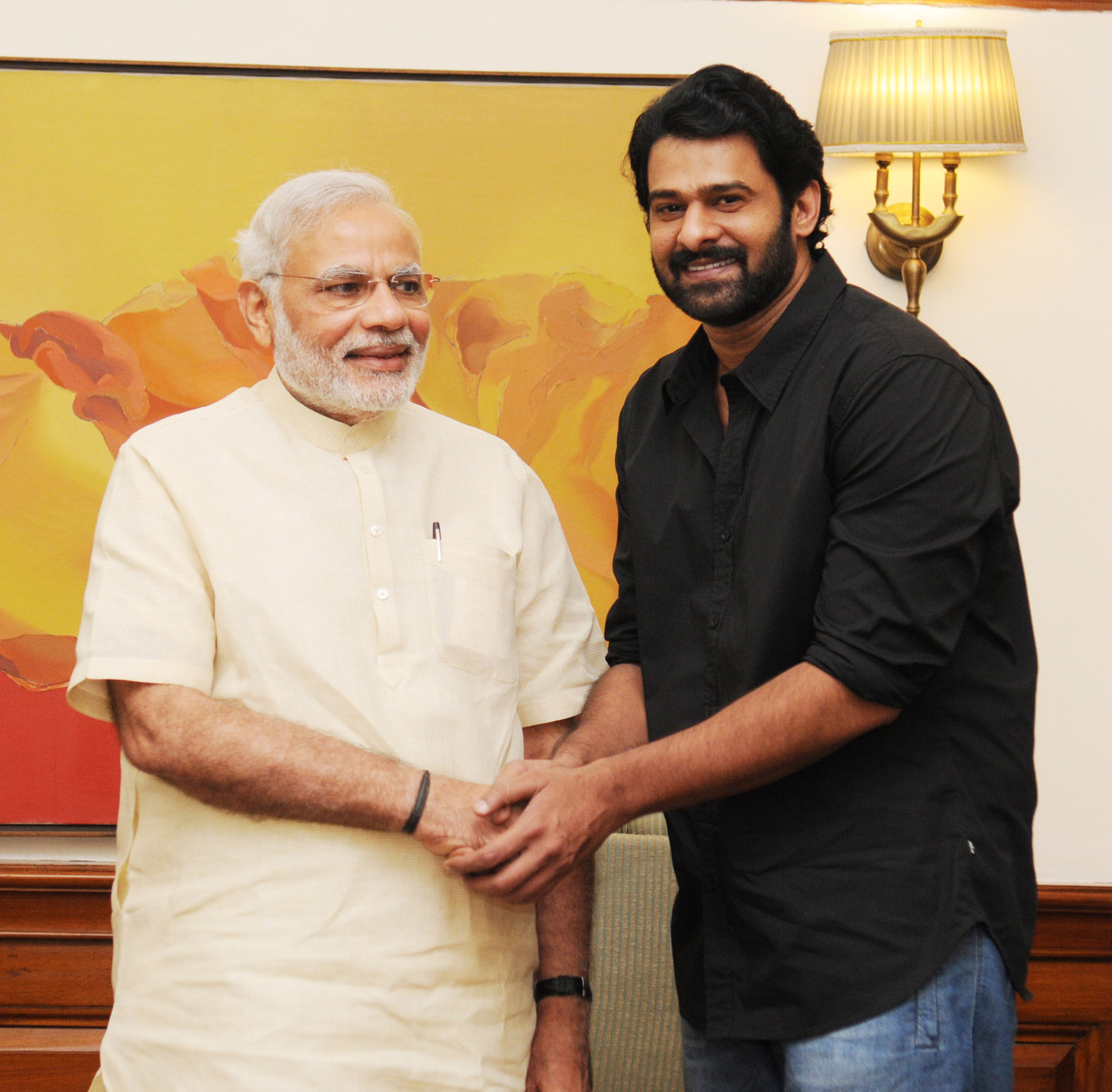
プラバースとナレンドラ・モディ（2015年）

2002年に『Eeswar』に出演し、俳優としての活動を始める。その後も『Raghavendra』『Varsham』『Adavi Raamudu』『Chakram』に出演し、主演を務めている。
2005年にS・S・ラージャマウリの監督作品『チャトラパティ』で主演を務め、映画は54の映画館で100日超のロングランとなった。Idlebrain.comはプラバースの演技について、「独特のスタイルと男性的な魅力がある」と評価している。
2009年に出演した『Billa』でも主演を務めたが、映画は「スタイリッシュで映像美はあるが、脚本がもう少し練られていればよりヒットをしただろう」と酷評された。2010年と2011年にはロマンティック・コメディ映画『Darling』『Mr. Perfect』に出演し、2012年の『Denikaina Ready』では声のみカメオ出演している。
2015年には再びラージャマウリから主演に起用され、『バーフバリ 伝説誕生』に出演した。映画はインド国内の主要な映画賞を数多く受賞し、2017年には後編『バーフバリ 王の凱旋』に引き続き出演した。『バーフバリ 伝説誕生』への出演をきっかけに、プラバースは南インドだけではなく国際的にも名前が知られるようになった。ラージャマウリは、主人公バーフバリのキャスティングについて最初に思い浮かんだのが、『チャトラパティ』以来友好関係にあったプラバースであり、「彼以外には考えられませんでしたし、実際完璧に演じてくれました」と語っている。

## フィルモグラフィー
- Eeswar（2002年） - エーサル
- Raghavendra（2003年） - ラグヘイヴンドラ
- Varsham（2004年） - ヴェンカット
- Adavi Ramudu（2004年） - ラムドゥ
- Chakram（2005年） - チャクラム
- チャトラパティ（英語版）（2005年） - シヴァ/チャトラパティ
- Pournami（2006年） - シヴァ・ケシャーヴァ
- Yogi（2007年） - エーサル・プラサード/ヨギ
- Munna（2007年） - ムーナ
- Bujjigadu（2008年） - ブッジ/リンガ・ラージュ/ラジニカーント
- Billa（2009年） - ビッラ
- Ek Niranjan（2009年） -  チットゥ
- Darling（2010年） - プラバース
- ミスター・パーフェクト（英語版）（2011年） -  ヴィッキー
- Rebel（2012年） - リシ
- MIRCHI/ミルチ（英語版）（2013年） - ジャイ
- バーフバリ 伝説誕生（2015年） - アマレンドラ・バーフバリ、マヘンドラ・バーフバリ/シヴドゥ
- バーフバリ 王の凱旋（2017年） - アマレンドラ・バーフバリ、マヘンドラ・バーフバリ/シヴドゥ
- サーホー（2019年） - アショーク・チャクラヴァルティ/シッダーント・ナンダン・サーホー
- Radhe Shyam（2022年） - ヴィクラマディーティヤ
- Adipurush（2023年） - ラガヴァ
- SALAAR/サラール（2023年） - デーヴァ
- カルキ 2898-AD（2024年） - バイラヴァ、カルナ